# Gilera Fuoco
Il Fuoco è uno scooter prodotto da Gilera; la particolarità del mezzo è data dal fatto di avere una ruota in più rispetto ai tradizionali scooter, due anteriori 120/70-12” ed una posteriore 140/70-14”.
Commercializzato dal giugno del 2007, il Fuoco è la versione sportiva dello scooter MP3 prodotto da Piaggio. È stato prodotto in un unico modello con propulsore master 500 cm³ 4 tempi ad iniezione elettronica, omologato Euro 3.
Le vendite in Italia terminano nel 2013 mentre resta in listino sul mercato europeo fino al 2017.

## Descrizione
L'aspetto e la struttura del Fuoco è stata curata per ottenere una fisionomia aggressiva e robusta da fuoristrada. 
Per avere una relazione plausibile tra la scelta del nome e le tre ruote, si deve ripercorrere a ritroso la storia fino all'antica Grecia, dove era usanza premiare gli sportivi vincitori con un recipiente a tre piedi, che si poneva sul fuoco per scaldare l'acqua, il tripode.
La sospensione anteriore a quadrilatero articolato, il cui meccanismo di rollio è composto da due canotti laterali collegati a quattro bracci, permette di guidare come uno scooter a due ruote, ma con maggiore presa sull'asfalto.
Equipaggiato di serie con il "Roll Lock", il Fuoco 500 è in grado di autosostenersi: il blocco delle sospensioni può essere utilizzato nelle soste ai semafori, per far montare prima il passeggero, per parcheggiare e per sostare senza ausilio del cavalletto. Un led predisposto segnala quando è possibile attivare il roll lock; lo sblocco avviene sia manualmente che automaticamente al momento che la velocità supera i 20 km/h, o il motore supera i 2000 giri al minuto.
La peculiarità del Fuoco si ha durante la guida su fondi viscidi o sconnessi, dove l'avantreno garantisce un'aderenza continua. La temporanea perdita di presa di una ruota è compensata dall'altra ruota, così da rendere sicura la guida tra le rotaie dei tram, tra gli asfalti sconnessi, e i lastricati in pavé o sanpietrini.
Altro elemento di sicurezza è dato dalla particolare struttura della scocca anteriore del veicolo con la conseguente protezione data al guidatore.
Negli Stati Uniti d'America viene venduto sotto il marchio Piaggio come Mp3 500.
Lo scooter raggiunge una velocità max di 143 km/h ed i consumi su ciclo ECE euro3 raggiungono i 21 km/l.